# Platyzosteria picea
Platyzosteria picea är en kackerlacksart som beskrevs av Karlis Princis 1957. Platyzosteria picea ingår i släktet Platyzosteria och familjen storkackerlackor. Inga underarter finns listade i Catalogue of Life.